# Дымок из ствола
«Дымок из ствола» (англ. Gunsmoke) — длительный американский телесериал, первоначально выходивший на радио, а после по телевидению. Действие шоу происходило в Додж-Сити, штат Канзас, и в основе сюжета находилось наведение порядка на Диком Западе в XIX веке.

## О сериале
Программа выходила на американском радио с 1952 по 1961 год, а телеверсия стартовала 10 сентября 1955 года на CBS и продолжалась на протяжении двадцати сезонов, вплоть до финала в 1975 году. Сериал вошёл в историю, став самой продолжительной драмой в прайм-тайм, и оставался абсолютным лидером до 2010 года, когда «Закон и порядок» сравнялся с ним по продолжительности (однако имел только 456 эпизодов в сравнении с 635 Gunsmoke).  По состоянию на 2017 год у него было наибольшее количество сценарных эпизодов для всех американских коммерческих живых телесериалов в прайм-тайм. 29 апреля 2018 года «Симпсоны» превзошли шоу по количеству сценарных эпизодов. Некоторые программы иностранного производства транслировались в США и претендуют на звание самого продолжительного сериала в прайм-тайм. По состоянию на 2016 год «Дымок из ствола» занимал четвёртое место в мире после «Доктора Кто» (1963–настоящее время), «Таггерта» (1983–2010), и «Чисто английского убийства» (1984–2010).
Сериал занимал место самой популярной программы на телевидении с 1957 по 1961 год, до того момента, когда хронометраж эпизодов был расширен с получаса до часа. Шоу оставалось популярно на протяжении всего периода трансляции и его закрытие было неожиданным как для зрителей, так и актёров, учитывая, что проект в последнем сезоне все ещё находился в числе 30 самых популярных программ. Хотя программа была закрыта в 1975 году и заменена на «Роду», повторы эпизодов регулярно выходили в эфир на множестве других каналов, а также было снято несколько телефильмов-продолжений. Также в период пика успеха сериала выпускалась сопутствующая продукция, в том числе видеоигра, комиксы и книги
За свою двадцатилетнюю историю сериал получил ряд наград, в том числе шесть премий «Эмми», включая награду за лучший драматический сериал в 1958 году. Спустя десятилетия проект многократно включался в списки лучших шоу в истории телевидения. В 2002 году сериал был включен в список пятьдесяти величайших телешоу всех времён по версии TV Guide.